# Chāfteh Kolā
Chāfteh Kolā (persiska: چَفتِ كُلا, Chaft-e Kolā, چافته كلا) är en ort i Iran.   Den ligger i provinsen Mazandaran, i den norra delen av landet, 150 km nordost om huvudstaden Teheran. Chāfteh Kolā ligger 66 meter över havet och antalet invånare är 778.
Terrängen runt Chāfteh Kolā är platt åt nordväst, men åt sydost är den kuperad.Runt Chāfteh Kolā är det ganska glesbefolkat, med 34 invånare per kvadratkilometer. Närmaste större samhälle är Babol, 18,3 km nordväst om Chāfteh Kolā. I omgivningarna runt Chāfteh Kolā växer huvudsakligen savannskog.